# Parque Nacional Derman-Ostroh
Parque Nacional Derman-Ostroh (em ucraniano:  Дермансько-Острозький національний природний парк) situa-se no vale de um rio que separa a borda sul da planície polonesa, e a borda norte do Planalto Podoliano, no noroeste da Ucrânia. O terreno é uma mistura de floresta de pinheiros e planícies pantanosas. O parque fica nos distritos administrativos de Zdolbuniv Raion e Ostroh Raion, na região mais a sul do Oblast de Rivne.